# هاوارد داف
هاوارد داف (به انگلیسی: Howard Duff؛ ۲۴ نوامبر ۱۹۱۳ – ۸ ژوئیهٔ ۱۹۹۰) بازیگر اهل ایالات متحده آمریکا بود. وی بین سال‌های ۱۹۴۷ تا ۱۹۹۰ میلادی مشغول به فعالیت بود.

## فیلم‌شناسی جزئی
- خوی حیوانی (۱۹۴۷)
- شهر عریان (۱۹۴۸)
- یک عروسی (۱۹۷۸)
- کرامر علیه کرامر (۱۹۷۹)[۱]
- هیولا در گنجه (۱۹۸۶)
- هیچ راهی وجود ندارد (۱۹۸۷)